# Championnats d'Afrique de VTT 2016
Navigation
Édition précédente Édition suivante
Les Championnats d'Afrique de VTT 2016 ont lieu du 29 au 3 avril 2016, au sein de l'Afriski Mountain Resort au Lesotho.

## Résultats

### Cross-country
| Épreuves               | Or                                                                    | Argent                                                                     | Bronze                                                              |
| ---------------------- | --------------------------------------------------------------------- | -------------------------------------------------------------------------- | ------------------------------------------------------------------- |
| Hommes élites          | Philip Buys                                                           | James Reid                                                                 | Arno Du Toit                                                        |
| Hommes moins de 23 ans | Alan Hatherly                                                         | Marc Fourie                                                                | Julian Jessop                                                       |
| Hommes juniors         | Herbert Peters                                                        | Henry Liebenberg                                                           | Wessel Botha                                                        |
| Femmes élites          | Mariske Strauss                                                       | Cherie Vale                                                                | Michelle Vorster                                                    |
| Femmes moins de 23 ans | Genevieve Van Coller                                                  | Frances Du Toit                                                            | Bianca Haw                                                          |
| Femmes juniors         | Danielle Strydom                                                      | Christie Hearder                                                           | Allison Morton                                                      |
| Par équipes mixte      | Namibie Michelle Vorster Costa Seibeb Herbert Peters Tristan de Lange | Lesotho Malefetsane Lesofe Cabonina Koqo Likeleli Masitise Phetetso Monese | Zimbabwe Skye Davidson Anthony Greenway Stacey Hyslop Jake Greenway |

### Cross-country marathon
| Épreuves      | Or              | Argent       | Bronze          |
| ------------- | --------------- | ------------ | --------------- |
| Hommes élites | Yannick Lincoln | Costa Seibeb | Phetetso Monese |
| Femmes élites | Amy McDougall   | Ila Gray     |                 |

### Descente
| Épreuves      | Or             | Argent          | Bronze           |
| ------------- | -------------- | --------------- | ---------------- |
| Hommes élites | Tiaan Odendaal | Stefan Garlicki | Johann Potgieter |
| Femmes élites | Kim Westbrook  |                 |                  |

## Tableau des médailles
| Rang  | Nation         | Or | Argent | Bronze | Total |
| ----- | -------------- | -- | ------ | ------ | ----- |
| 1     | Afrique du Sud | 8  | 8      | 6      | 22    |
| 2     | Namibie        | 2  | 1      | 1      | 4     |
| 3     | Maurice        | 1  | 0      | 0      | 1     |
| 4     | Lesotho        | 0  | 1      | 1      | 1     |
| 5     | Zimbabwe       | 0  | 0      | 1      | 1     |
| Total | Total          | 11 | 10     | 9      | 30    |